# Гизатов, Ширван Адиатович
Ширван Адиатович Гизатов  (1904 — 30 октября 1944) — участник Великой Отечественной войны, командир взвода 795-го стрелкового ордена Богдана Хмельницкого полка 228-й стрелковой Вознесенской дивизии 53-й армии 2-го Украинского фронта.
Лейтенант.

## Биография
Родился в селе Мухраново Илекского района Оренбургской области в семье рабочего, татарин. С раннего детства батрачил на кулака. Активный участник коллективизации. Первый председатель артели «Урта-Идель». На фронт пошёл добровольцем, хотя у него была бронь.
Член ВКП(б) с 1942 года.

## Участие вВОВ
В Советской Армии с марта 1942 года. Призван Илекским РВК, Чкаловская область, Илекский район. В этом же году окончил курсы политсостава. Находился некоторое время в резерве офицерского состава отдела кадров 5 гвардейской армии.
В действующей армии — с сентября 1942 года — командир взвода 795-го стрелкового полка 228-й стрелковой дивизии 53-й армии 2-го Украинского фронта.
Участник Сталинградской битвы. В боях за г. Сталинград был тяжело ранен. После излечения мог быть демобилизован, но продолжил воевать.
25 октября 1944 года 795-й стрелковый полк под командованием полковника С. В. Федотова в составе 228-й стрелковой дивизии захватил город Тисафюред (Венгрия), подошёл к берегам реки Тиса. Перед полком и дивизией была поставлена боевая задача: ночью форсировать эту реку, правый берег которой представлял собой сильно укреплённый узел обороны немцев. Ночью взвод добровольцев под командованием лейтенанта Гизатова на плотах начал переправляться через реку, фашисты их обнаружили и открыли огонь. Невзирая на потери, взвод переправился на берег и вступил в рукопашный бой, оттеснив немцев от берега, захватил плацдарм и закрепился на нём. За короткий промежуток пришлось отбить 18 немецких контратак, но удержали занятый рубеж, что позволило переправиться через Тису основным силам полка, а затем и дивизии и выбить врага на этом участке фронта.
Бои переместились в сторону Чехословакии. В одном из боёв на самой границе между Венгрией и Чехословакией 30 октября 1944 года Ширван Адиатович погиб.

## Память
Был похоронен как герой в отдельной могиле в селе Косиговице (ныне Банска-Бистрицкий край, Словакия) на площади между двумя церквями, расположенной на границе двух освобождённых от фашизма государств — Венгрии и Чехословакии.
Указом Президиума Верховного Совета СССР от 24 марта 1945 года лейтенанту Гизатову Ширвану Адиатовичу присвоено звание Героя Советского Союза посмертно.

## Награды
- Герой Советского Союза, указ от 24.03.1945.
- Орден Ленина.
- Орден Красной Звезды, дважды.
- Орден Отечественной войны 1-й степени[1].

## Память
- Имя Героя высечено золотыми буквами в зале Славы Центрального музея Великой Отечественной войны в Парке Победы города Москвы.
- На могиле  установлен надгробный памятник.
- К 30-летию Победы советского народа в Великой Отечественной войне на родине Героя в селе Мухраново установлен его мраморный бюст, выполненный заслуженным скульптором России Н.Г. Петиной.